# Baumholder
Baumholder là một xã ở huyện Birkenfeld, bang Rheinland-Pfalz, nước Đức. Xã Baumholder có diện tích 69,47 km². Baumholder toạ lạc ở phía nam Hunsrück, cự ly khoảng 10 km về phía nam Idar-Oberstein.
Baumholder là thủ phủ của Verbandsgemeinde ("xã tập thể") Baumholder. 